# لوبیا (فلسطین)
لوبیا (عربی: لوبيا)، شهری است در فلسطین و در چند کیلومتری طبریه که در سال ۱۹۴۸ میلادی طی  جنگ عرب‌ها و اسرائیل توسط اسرائیل اشغال شد.